# Pârâul Stânei, Cucuieți
Pârâul Stânei este un curs de apă, afluent al râului Cucuieți.